# 3359 Purcari
3359 Purcari este un asteroid din centura principală.

## Descoperirea asteroidului
Asteroidul a fost descoperit pe 13 septembrie 1978 de astronomul sovietic Nikolai Cernîh, la Observatorul Astrofizic din Crimeea.

## Caracteristici
3359 Purcari prezintă o orbită caracterizată de o semiaxă majoră egală cu 2,2563060 u.a. și de o excentricitate de 0,1219559, înclinată cu 5,74358°, în raport cu ecliptica.

## Denumirea asteroidului
Denumirea asteroidului face referire la regiunea viticolă Purcari, din Republica Moldova.